# Curro Romero
Pour les articles homonymes, voir Romero.
Francisco Lopez Romero, dit « Curro Romero », est un matador espagnol né à Séville (Espagne) dans le quartier de Camas le 1er décembre 1933.

## Présentation
(septembre 2022).
Torero mythique de Séville, multi triomphateur et habitué des broncas, Curro Romero a toréé jusqu'en 2000. Il avait prévenu : « Ce n'est pas moi qui me retirerai, c'est le taureau qui me dira de me retirer ». Mais aucun taureau, finalement, ne put mettre fin à la longévité de cet homme à la carrière exceptionnelle.
Débutant en 1954, puis effectuant son service militaire, il prend l'alternative en 1959 et commence une carrière marquée par les triomphes. Il fait mine de se retirer en 1969, mais reprend ensuite une carrière chaotique dont la longévité surprend tous les observateurs. Cette dernière période surprendra tout le monde par le nombre de corridas gâchées illuminées, cependant, rarement, par des gestes fulgurants qui lui arracheront l'enthousiasme du public.

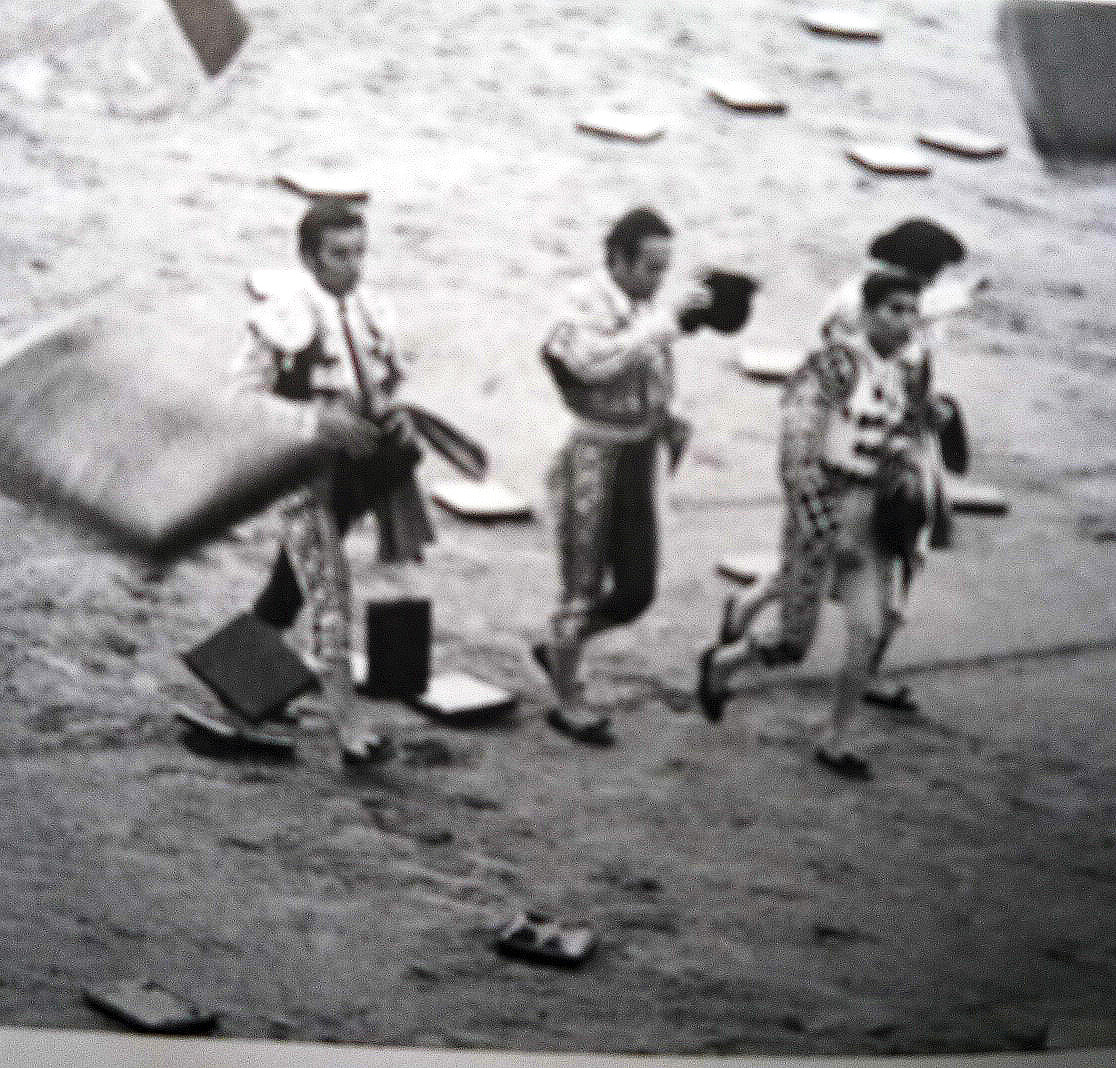
Sortie de Curro Romero (au centre) sous les coussins lors d'une bronca en 1967.

Grandissant dans un milieu pauvre, Curro Romero a sans doute forgé dans cette adversité un caractère hors du commun. Son indifférence aux quolibets et aux broncas fut légendaire. Plusieurs fois dans sa carrière, il refusa de mettre à mort des taureaux qui lui semblaient indignes… ou dangereux. Impressionnable, il pouvait aussi reculer parce que ce n'était pas le bon jour ou parce que l'arène ne lui convenait pas. L'ancien règlement taurin, qui punissait une telle reculade d'une peine de prison n'y changea rien : Curro préférait quelques nuits de cachot à une mauvaise corne.
Indolent, apathique parfois, il n'en fut pas moins un maître parmi les plus grands, avec une faena d'une limpidité, d'une placidité sans commun. Il fut un torero adulé par Séville, qui retrouvait dans sa nonchalance et dans sa douceur les valeurs du toreo andalou et qui s'accommodait d'une conception de la corrida recherchant la beauté du geste au détriment de l'affrontement avec le taureau. Séville pouvait pardonner ses irrégularités et s'enflammer pour un unique geste somptueux au cours d'une faena. Mais ce torero andalou fut aussi aimé de Madrid, dont il sortit en triomphe à sept reprises : il s'agit là du record.
En 1997, il reçoit la médaille d'or du mérite des beaux-arts par le Ministère de l'Éducation, de la Culture et des Sports.
En 2001, un timbre à son effigie est émis, qui rencontrera un grand succès. La même année est inauguré devant la Maestranza un monument de bronze du sculpteur Sebastián Santos Calero inspiré d'un desplante réalisé devant un taureau de Gabriel Rojas à la feria d'avril 1984.
En 2003, Curro Romero annonce son mariage avec Carmen Tello.
Souvent, les grands matadors d'origine gitane sont surnommés « Pharaon » : on croyait autrefois que les gitans étaient originaires d'Égypte (gitan dérive d'égyptien). Bien qu'il n'ait pas une goutte de sang gitan dans les veines, Curro Romero était surnommé « El Faraón de Camas ».
Selon Claude Popelin et Yves Harté, cet homme restera un mystère dans l'histoire de la tauromachie. Le plus souvent, il sort sous les coussins, hué par les spectateurs. Il peut passer une année entière sans couper une oreille et tout d'un coup, à l'âge où d'autres sont depuis longtemps retirés, il peut réaliser la plus inoubliable faena.

## Carrière
- Débuts en novillada sans picadors : La Pañoleta (Espagne, province de Séville) le 22 août 1954.
- Débuts en novillada avec picadors : Utrera (Espagne) le 8 septembre 1954 ; novillos d'Esteban González.
- Présentation à Madrid : 18 juin 1957 ; novillos de Alipio Pérez-Tabernero Sanchón.
- Alternative : Valence (Espagne) le 18 mars 1959 ; parrain Gregorio Sánchez, témoin Jaime Ostos ; taureaux du comte de la Corte.
- Confirmation d'alternative à Madrid : 19 mai 1959 ; parrain Pepe Luis Vázquez, témoin Manolo Vázquez ; taureaux de Eusebia Galache de Cobaleda.

- 1959 : Débuts à Séville
- 1960 : 23 corridas.
- 1961 : 31 corridas. Grand triomphe à la Corrida de la Presse à Madrid le 4 juillet.
- 1966 : Le 19 mai, il sort des arènes de Séville par la Porte du Prince, après avoir participé à une corrida comme unique matador.
- 1967 : Le 25 mai, à Madrid, il refuse de tuer un taureau de Cortijoliva. Après la corrida, il est mis en détention.
- 1968 : Le 13 juin, il sort des arènes de Séville par la Porte du Prince ; il annonce sa retraite cette année-là.

- 1970 : 7 corridas.
- 1973 : 40 corridas.
- 1978 : 27 corridas.
- 1984 : 13 corridas.
- 1985 : 21 corridas.
- 1986 : 10 corridas.
- 1994 : 12 corridas.
- 1995 : 9 corridas.
- 1996 : 18 corridas.
- 1997 : 16 corridas.
- 1998 : 15 corridas.
- 1999 : 24 corridas.

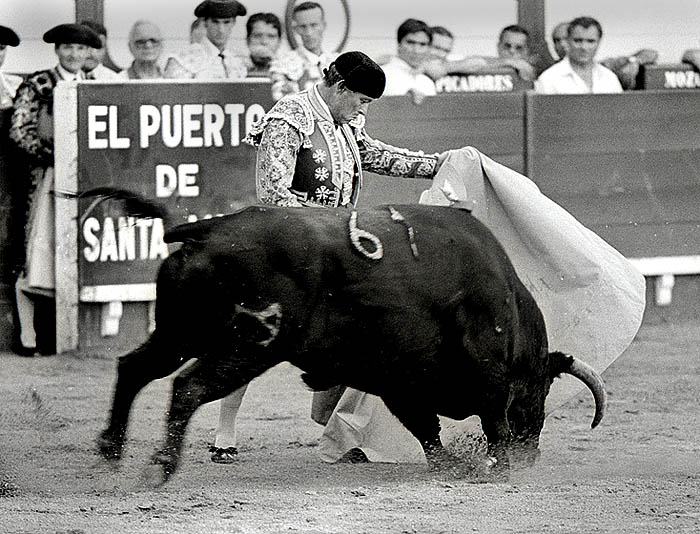
Curro Romero toréant au Puerto de Santa María

- 2000 : 17 corridas. Le 22 octobre, il annonce sa retraite définitive.